# Кінець гри 2001
Кінець гри (англ. Endgame) — британський художній фільм режисера Гарі Вікса. Фільм «Кінець гри» є першою повнометражною картиною для Гері Вікса (англ. Gary Wicks).
Фільм являє собою драму з невеликою кількістю моментів Рейтингу R.

## Опис
Секс — це валюта, водночас й інструмент володіння душами людей. Він надає владу і може вселяти страх. Том, молодий чоловік зі складним минулим що працює проститутом, виявляє, що Джордж Норріс, який тепер стає головним у кортелі із садистською жилкою, затягує в занедбаний злочинний світ. Безпорадний пішак в одній із наркотичних шахрайській банді Норріса з запеклим поліцейським Данстоном, Том опиняється ще глибше втягнутим у порочне коло кривавих грошей, розпусти, пороку та безжального насильства, з якого, здається, немає виходу. Поки доля не подарує Тому проблиск надії. Коли Норріса вбивають у його квартирі, Том — забризканий кров'ю, користується шансом втекти. Наляканий і весь у крові Норріса, Том спускається вниз до своїх сусідів знизу, Макс і Ніккі — його нові друзі в місті. Навіть не обговорюючи звернення до поліції, Макс і Ніккі везуть Тома до свого спустошеного котеджу в глибині сільської місцевості, далеко від їх міста. З розкішшю простору, Том починає втілювати в життя давно забуту мрію: повернення до щасливіших часів до того, як його невинність була зруйнована. Пригнічені емоції повертаються назад, спровоковані потягом до Ніккі— красивої молодої дівчини, зачарованої кримінальним минулим Тома. Але як довго це може тривати, коли Данстон відчайдушно намагається вистежити Тома, перш ніж він викриє корупційну та жахливо садистську банду? Лише питання часу, коли його смертоносне минуле знову наздожене його… Але як багато Том готовий пожертвувати для тихого та безвинного життя…

## У ролях
- Деніел Ньюман — Том
- Корі Джонсон — Макс Бергман
- Тоні Беррі — Ніккі Бергман
- Марк МакГенн — Норіс
- Джон Бенфілд — Дунстон
- Адам Алфрей — Марк (бармен)
- Даррен Бенкрофт — Ворс (констебель)
- Перрі Бленкс — Кларк (констебель)
- Ален Бургуен — Француз
- Джуліус Д'Сілва — Енді
- Руссел Флойд — Торговець
- Райчел Ізен — Мачуха Тома
- Джером Легат — Джонатан Норіс
- Бен Маклеот — Том (молодий)
- Філіп Манікум — Фермер
- Муррай МасАртур
- Кайт МасКензі — Кайзен Норіс
- Джон Петерс — Вітчим Тома
- Сем Смарт — Вілсон (констебель)

## Нагороди
- Номінація на кращий фільм Cherbourg-Octeville Festival of Irish & British Film 2001 [Архівовано 3 січня 2022 у Wayback Machine.]
- Номінація на кращий художній фільм Torino International Gay & Lesbian Film Festival 2002.